# Ali Dahleb
Ali Dahleb (ur. 25 sierpnia 1969 w El Harrach) – algierski piłkarz grający na pozycji pomocnika.

## Kariera klubowa
Swoją karierę piłkarską Dahleb rozpoczął w klubie WA Tlemcen. W 1990 roku zadebiutował w jego barwach w pierwszej lidze algierskiej. W 1993 roku przeszedł do US Chaouia, z którym w sezonie 1993/1994 wywalczył mistrzostwo Algierii. W 1994 roku wrócił do WA Tlemcen. Z nim wygrał w 1998 roku Arabską Ligę Mistrzów oraz zdobył dwa Puchary Algierii (1998, 2002). W sezonie 2000/2001 był zawodnikiem ASM Oran, a w latach 2001–2006 ponownie grał w WA Tlemcen, w którym zakończył swoją karierę.

## Kariera reprezentacyjna
W reprezentacji Algierii Dahleb zadebiutował w 1993 roku. W 1996 roku wystąpił w dwóch meczach Pucharu Narodów Afryki 1996: z Zambią (0:0) i ze Sierra Leone (2:0).
W 1998 roku został powołany do kadry na Puchar Narodów Afryki 1998. Wystąpił na nim trzech meczach: z Gwineą (0:1), z Burkina Faso (1:2) i z Kamerunem (1:2). W kadrze narodowej od 1993 do 1999 roku rozegrał 44 spotkania i strzelił 3 gole.